# Équitation de tradition française
Pour un article plus général, voir Équitation.
L'équitation de tradition française est issue d'une longue histoire incarnée par des écuyers français comme Antoine de Pluvinel, Salomon de La Broue, François Robichon de La Guérinière, François Baucher, le général Decarpentry et Alexis L'Hotte. Sa pratique est fondée sur l'harmonie des relations homme-cheval, la légèreté et l'absence de contraintes. Elle a été inscrite le 27 novembre 2011 sur la liste représentative du patrimoine culturel immatériel de l’humanité par l'UNESCO ; elle est particulièrement représentée par le cadre noir de Saumur.

## Histoire
L'équitation de tradition française est le fruit d'une longue histoire débutant dans les académies équestres de la Renaissance. Inspiré par les écuyers italiens ayant créé leurs propres académies, Antoine de Pluvinel fonde la sienne en 1594 ; il est, avec Salomon de La Broue, un précurseur de cette tradition. François Robichon de La Guérinière poursuit cet enseignement au manège des Tuileries. 
L'équitation de tradition française se construit dans les académies qui enseignent aux jeunes nobles l'art de monter à cheval. L'accent est mis sur l'élégance dans des ballets de chevaux et des jeux équestres outre la seule capacité à chasser ou à se déplacer à cheval. Les manèges de Versailles jouent un rôle tout particulier qui permettent à l’équitation de tradition française de rayonner dans toute l’Europe sous forme de modèles d'architecture notamment là où la langue française s'imposent aux cours européennes.
Il se crée ainsi des lieux où l'excellence dans l'art de monter se transmet d'écuyer à élève, et cette transmission directe est sans interruption malgré les changements politiques, les réformes et les mutations dans les usages des chevaux de selle. Ainsi, après le Révolution française et l'Empire, quand la Restauration recrée à Saumur une école pour former les instructeurs équestres de toute l'armée et particulièrement de la cavalerie, on fait appel aux anciens du Manège de Versailles, Cordier notamment, qui relient ainsi directement l’École de cavalerie de Saumur aux académies et manèges royaux de l'Ancien Régime.
Plusieurs écuyers viennent enrichir cette tradition : François Baucher crée le courant nommé bauchérisme et plusieurs autres grands écuyers militaires, tels le général Alexis L'Hotte (« calme, en avant, droit »), le général Decarpentry et un plus modeste capitaine, Étienne Beudant, assurent la transmission de l'exigence de cette tradition. Cependant, si les écuyers sont souvent, dans le cours du siècle dernier, des militaires, ils distinguent avec soin leur propre pratique, dans la tradition de légèreté, des consignes utilitaristes que l'armée impose aux hommes du rang. L'idéal venu de la tradition résiste à la soumission aux impératifs d’obéissance mécanique que les chevaux doivent intégrer, comme les hommes, dans la perspective du combat. Dans cette ligne, de nombreux écuyers revendiquent, en France et dans beaucoup d'autres pays, leur appartenance à l'équitation de tradition française pour refuser la soumission aux seules exigences de la performance sportive et le recours à des procédés jugés violents. En effet, les contraintes de la compétition sportive risquent, à leurs yeux, de détruire l'harmonie qu'ils souhaitent conserver dans la relation homme-cheval.
L'équitation de tradition française a fortement influencé des écuyers étrangers. On peut citer les écuyers portugais Guilherme Borba, Fernando d'Andrade, Joao Trigueiro, Don José Athayde, Nuno Oliveira, Diogo de Bragance. Ce dernier a publié le premier ouvrage mentionnant explicitement « l'équitation de tradition française » et Oliveira possède le plus grand nombre de disciples. Certains cavaliers français recherchent des éléments de cette tradition auprès de ces maîtres portugais. Michel Henriquet est certainement l'exemple le plus connu et l'auteur le plus important pour son action dès les années soixante afin de diffuser, par des traductions et par ses propres écrits, les thèses d'un retour aux valeurs équestres issues du XVIIIe siècle. D'autres recherchent des éléments de cette tradition dans le bauchérisme de la deuxième manière, dans la lignée du capitaine Étienne Beudant et de René Bacharach. 
Le retour aux auteurs classiques, notamment La Guérinière et Baucher, est également le fait d'anciens écuyers (ou écuyers en chef) du Cadre noir de Saumur, comme le commandant de Padirac, Philippe Karl, le colonel Christian Carde ou Patrice Franchet d'Espérey, qui proposent dans leurs écrits et leurs enseignements, chacun à leur façon, une recherche d'une équitation plus fidèle à ses traditions, aux valeurs humanistes qui la fondent et moins soumise aux dictats de la compétition ou aux injonctions mercantiles du commerce des prestations aux cavaliers. Le général Pierre Durand a choisi de défendre l'équitation de tradition française, dans la continuité de son action quand il était écuyer en chef puis directeur de l'École Nationale d'Equitation, en défendant à la fois l'héritage de Saumur et les exigences de respect du cheval et de sa liberté d'action. 

### Reconnaissance par l'UNESCO

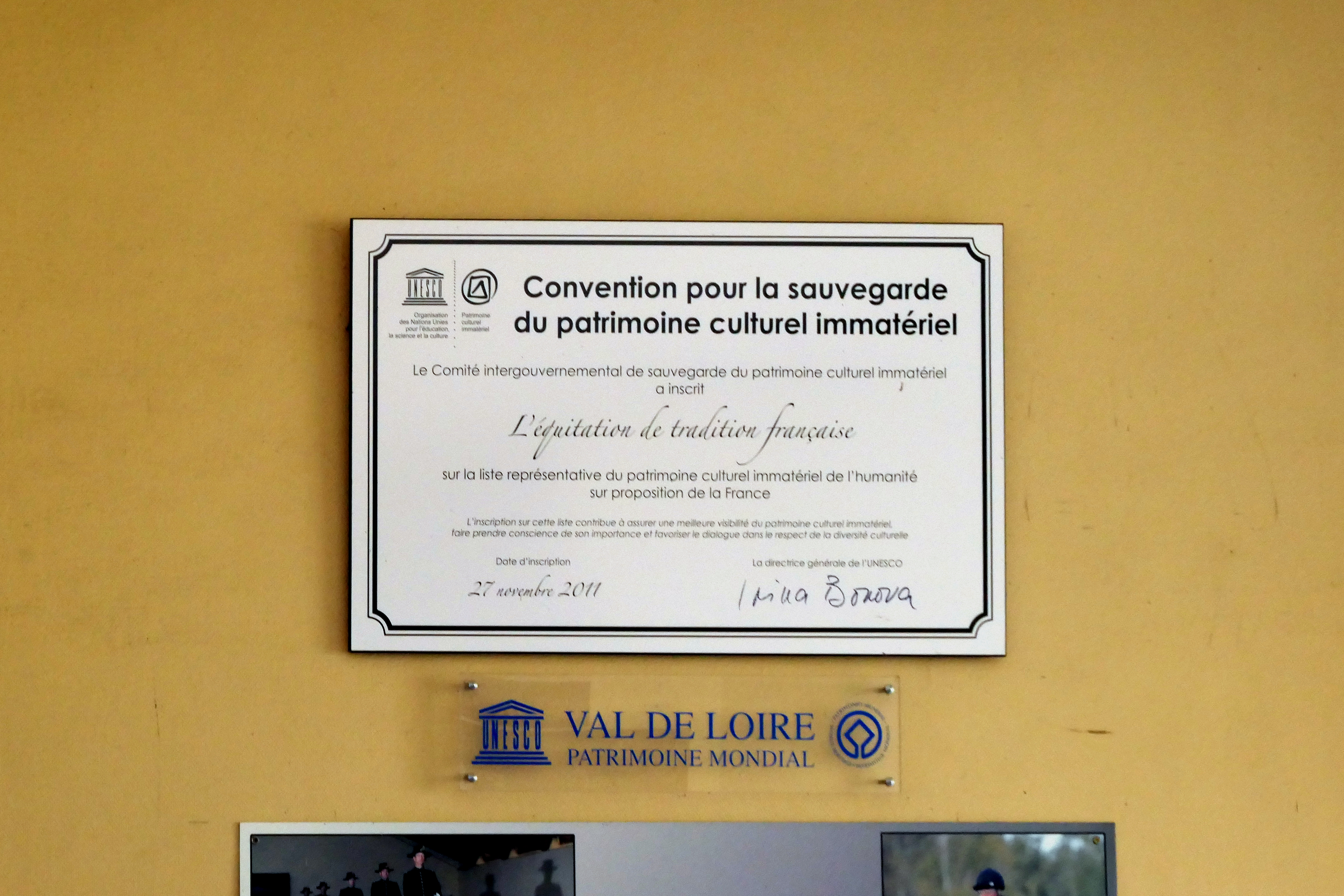
Diplôme de l'UNESCO dans le grand manège des écuyers de l'École nationale d'équitation.

Le dossier de reconnaissance est porté et soutenu par différentes institutions françaises, en premier lieu l’École nationale d'équitation et le ministère de la Culture. Ce dernier avait, dès septembre 2008, inscrit le Cadre Noir et l'équitation de tradition française sur la liste du patrimoine culturel immatériel français. Robert d’Artois, le directeur de l’ENE, et le colonel Jean-Michel Faure, écuyer en chef du Cadre noir, y œuvrent tout particulièrement. Le 28 novembre 2011, la réunion du Comité de l'UNESCO à Bali en Indonésie se conclut par la classification officielle de l’équitation de tradition française au patrimoine culturel immatériel de l'Humanité. Frédéric Mitterrand et David Douillet félicitent l'ENE et le Cadre noir.

### Suite
Un colloque intitulé Le cheval et ses patrimoines est organisé début décembre 2011 avec le ministère de la Culture afin d'identifier, conserver et restaurer le patrimoine équestre français. Le patrimoine français lié au cheval fait l'objet d'un recensement.
En novembre 2014, à Saumur, l'Institut Français du Cheval et de l’Équitation (IFCE), a organisé les premières "Rencontres de l’équitation de tradition française". Ce fut l'occasion de réunir, pendant deux jours, autour de démonstrations à cheval, de débats et de communications plus de cent cinquante passionnés par cette pratique du cheval. La démonstration a été faite[non neutre], à cette occasion, que les partisans et porteurs de cette tradition extérieurs au Cadre noir de Saumur sont nombreux et particulièrement désireux de prendre part à la diffusion du patrimoine vivant de l'équitation de tradition française.[réf. nécessaire]
En décembre 2014 a été créée la Communauté Tradition Equestre Française, regroupement, au sein d’une organisation structurée, d’écuyers, de responsables d’établissements d’enseignement équestre et de cavalières, cavaliers ou associations de cavaliers adhérant aux principes de l’équitation de tradition française[source insuffisante].

## Description

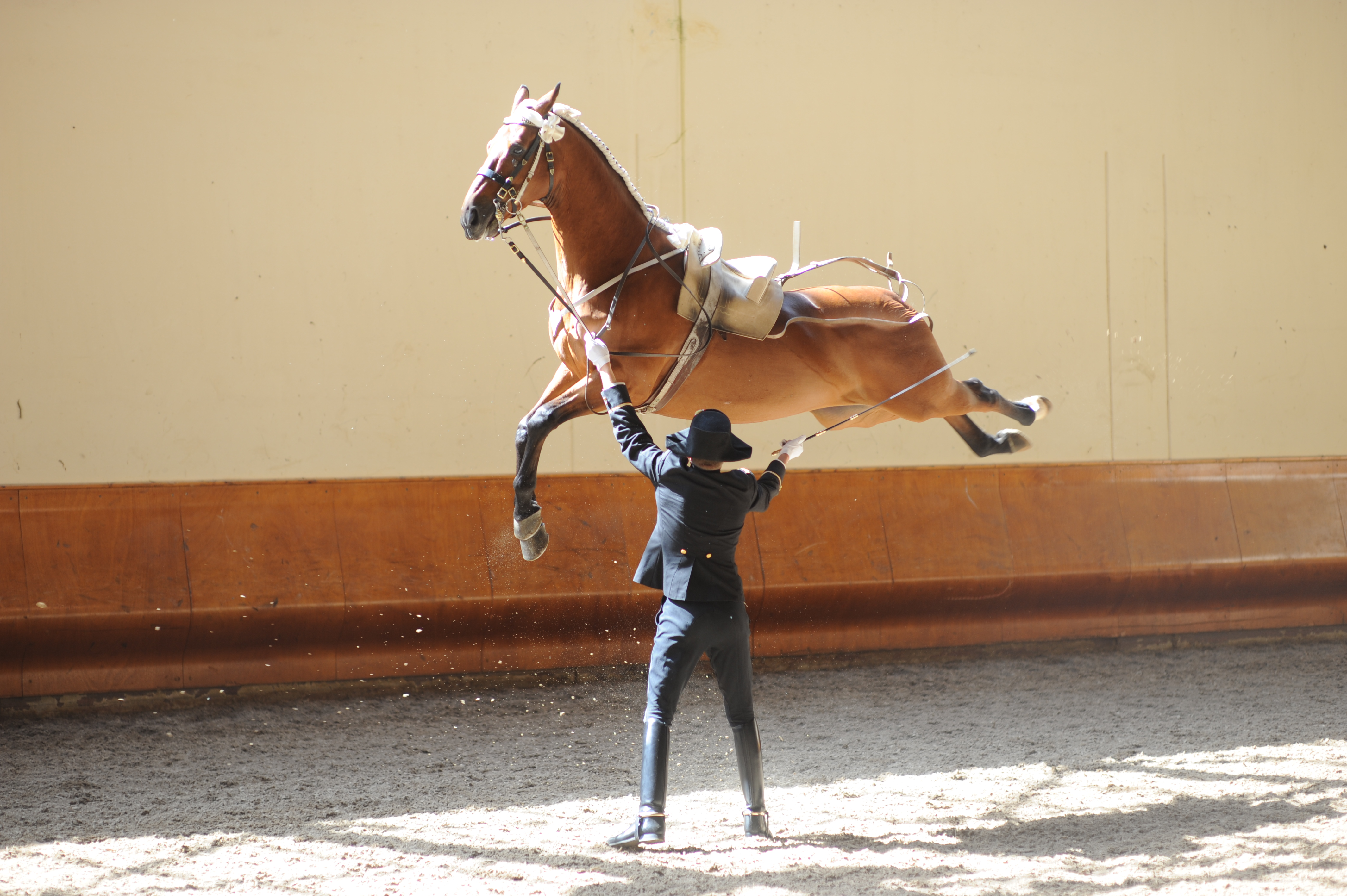
Cabriole à la main par un écuyer du Cadre noir.

L’équitation de tradition française est caractérisée par l'« harmonie des relations entre l’homme et le cheval », l'homme devant respecter le corps et l'humeur de son partenaire, éduqué en « l’absence d’effets de force et de contraintes ». Elle intègre la connaissance des natures humaines et animales et la recherche de légèreté, de mouvements fluides et flexibles,,.

### Le concept de légèreté
L'un de ses concepts essentiels est la légèreté. Jean-Yves Le Guillou la décrit comme « l’équilibre général parfait du cheval d’école, de saut, ou d’extérieur, réceptif aux moindres indications de son cavalier ». Pour cela, il convient de muscler la base de son encolure en recherchant son élévation, mais sans la relever de force, et d'obtenir une décontraction de la mâchoire.